# 天主教赫拉德茨-克拉洛韋教區
天主教赫拉德茨-克拉洛韋教區（拉丁語：Dioecesis Reginae Gradecensis）是羅馬天主教在捷克的一個教區。屬布拉格總教區。
教區位於波希米亞東部。2011年，有452.200 名教友，估轄區總人口35.7%，有265個堂區、210名司鐸、27名終身執事、63名修士、169名修女。現任教區主教為若望·沃克爾。

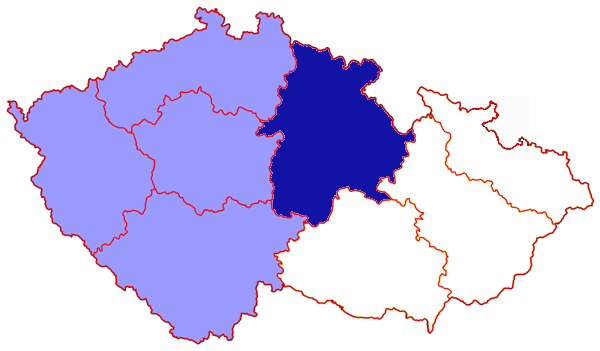
赫拉德茨-克拉洛韋教區管轄範圍圖

成立於1664年11月10日。共產黨統治時期曾有三十三年教座出缺的情況。